# Sales (Sarine)
Pour les articles homonymes, voir Sales.
Sales est une localité et une ancienne commune suisse du canton de Fribourg, située dans le district de la Sarine.

## Histoire
Les chevaliers d'Épendes jouissaient de droits sur les terres de Sales. L'hospice du Grand-Saint-Bernard y posséda un prieuré entre 1177 et 1602. Le village fit partie des Anciennes Terres du XVe siècle à 1798, des districts de La Roche de 1798 à 1803 et de Fribourg de 1803 à 1848. L'ancienne commune acquit ses statuts en 1740. Sales a toujours relevé de la paroisse d'Épendes. Le village est actif dans l'élevage et les cultures céréalières.
Sales faisait partie de la commune d'Ependes depuis la fusion de 1977 et jusqu'en 2020. Depuis le 1er janvier 2021, elle fait partie de la commune de Bois-d'Amont avec Arconciel et Senèdes.

## Toponymie
1082 : Sala

## Démographie
Sales comptait 114 habitants en 1811, 191 en 1850, 160 en 1870, 202 en 1900, 226 en 1920, 175 en 1930, 202 en 1950, 153 en 1970.